# Kvæfjord
Kvæfjord est une kommune de Norvège. Elle est située dans le comté de Troms.

## Localités
- Bogen (68° 39′ 41″ N, 15° 53′ 08″ E)
- Borkenes (68° 46′ 26″ N, 16° 10′ 26″ E)
- Bremnes (68° 51′ 51″ N, 16° 11′ 42″ E)
- Flesnes (68° 40′ 17″ N, 15° 54′ 46″ E)
- Gåra (68° 45′ 40″ N, 16° 14′ 33″ E)
- Hemmestad (68° 43′ 56″ N, 16° 03′ 27″ E)
- Hundstad (68° 44′ 56″ N, 16° 09′ 48″ E)
- Langvassbukta (68° 37′ 04″ N, 15° 45′ 37″ E)
- Moelva (68° 34′ 17″ N, 15° 49′ 40″ E)
- Øynes (68° 46′ 55″ N, 16° 03′ 55″ E)
- Revsnes (68° 40′ 44″ N, 16° 02′ 54″ E)
- Storjorda (68° 40′ 23″ N, 16° 20′ 59″ E)
- Straumen (68° 44′ 10″ N, 16° 14′ 39″ E)
- Utstrand (68° 48′ 40″ N, 16° 05′ 53″ E)
- Våtvoll (68° 34′ 15″ N, 15° 47′ 45″ E)

## Héraldique
Le blason de Kvæfjord (reconnu en 1986) représente un plant de fraisier, évoquant la culture de la fraise qui y est traditionnellement pratiquée.